# ゲオルク・ラマーズ
ゲオルク・ラマーズ（Georg Lammers、1905年4月14日 - 1987年3月17日）は、ドイツの陸上競技選手。1928年アムステルダムオリンピックの銀メダリストである。

## 経歴
ラマーズは、1928年アムステルダムオリンピックに出場。100mでは、カナダのパーシー・ウィリアムズ、イギリスのジャック・ロンドンに次いで3位となり銅メダルを獲得。さらに、リヒャルト・コルツ、フーベルト・ホーベンそしてヘルムート・ケーニヒとともにドイツチームの一員として出場した4×100mリレーでも、アメリカに次いで銀メダルを獲得した。
ラマーズは、1932年ロサンゼルスオリンピックの前に、ドイツが4×100mリレーで40.8秒のヨーロッパ記録を達成したときのメンバーであったが、結局、ラマーズは、ロサンゼルスオリンピックのメンバーに選ばれなかった。